# Woodstown
Woodstown es un borough ubicado en el condado de Salem en el estado estadounidense de Nueva Jersey. En el año 2010 tenía una población de 3,505 habitantes y una densidad poblacional de 834 personas por km².

## Geografía
Woodstown se encuentra ubicado en las coordenadas 39°39′03″N 75°19′29″O / 39.65083, -75.32472.

## Demografía
Según la Oficina del Censo en 2000 los ingresos medios por hogar en la localidad eran de $44,533 y los ingresos medios por familia eran $56,328. Los hombres tenían unos ingresos medios de $42,175 frente a los $31,169 para las mujeres. La renta per cápita para la localidad era de $24,182. Alrededor del 5.5% de la población estaba por debajo del umbral de pobreza.